# Stella Maris Airport
Stella Maris Airport är en flygplats i Bahamas.   Den ligger i distriktet Long Island, i den sydöstra delen av landet, 270 km sydost om huvudstaden Nassau. Stella Maris Airport ligger 4 meter över havet. Den ligger på ön Long Island.
Terrängen runt Stella Maris Airport är mycket platt. Runt Stella Maris Airport är det mycket glesbefolkat, med 4 invånare per kvadratkilometer..